# Actriz (película)
Actriz es una película documental argentina de 2017 escrita y dirigida por Fabián Fattore.

## Premios y nominaciones

### Premios Sur
Dichos premios serán entregados por la Academia de las Artes y Ciencias Cinematográficas de la Argentina en marzo de 2018.
| Año  | Categoría        | Candidato | Resultado |
| ---- | ---------------- | --------- | --------- |
| 2017 | Mejor documental | Actriz    | Pendiente |